# Van Remoorterepolder
De Van Remoorterepolder is een polder tussen Sas van Gent en Philippine, behorende tot de Polders in de vaarwegen naar Axel en Gent, in de Nederlandse provincie Zeeland. 
De polder kwam tot stand door bedijking van slikken in het Sassche Gat. In 1852 kwam deze polder gereed. Ze beslaat 203 ha en is genoemd naar het Belgische geslacht Van Remoortere.
In de polder ligt het straatdorp Zandstraat, dat na de inpoldering tot ontwikkeling kwam.